# Бордони, Ирен
Ирен Бордони (фр. Irène Bordoni; 16 января 1885—19 марта 1953) — корсиканско-американская актриса и певица.

## Ранние годы
Родилась в Аяччо, на Корсике, в семье портного Санвуара Бордони и Мари Лемонье. Двоюродным дедом Ирен являлся художник XIX века Фрэнсис Миллет, который погиб при кораблекрушении «Титаника» в 1912 году. Начала свою карьеру в качестве ребёнка-актёра, выступая в театрах Парижа и снимаясь в немом кино на протяжении нескольких лет, подписав контракт с Андре Шарлотом. Своё первое появление на сцене Бордони совершила в возрасте 13 лет, сыграв в постановке Variétés, в Париже.
18 декабря 1907 года Бордони на лайнере S. S. La Provence прибыла в США. Большинство театральных биографов называют годом рождения актрисы 1895, но в действительности она родилась в 1885 году. Она была 22-й по счёту в списке пассажиров на лайнере по прибытии в США в 1907 году. Первоначально она поселилась в Рино, в штате Невада, где, как сообщалось ранее, обосновался её отец.

## Бродвей

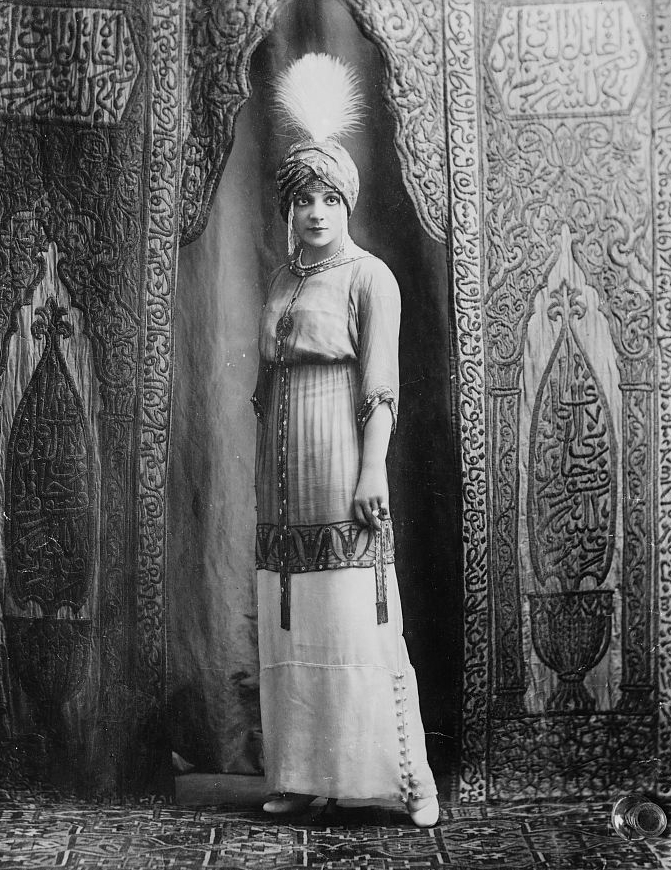
Ирен Бордони на сцене

Свой дебют на Бродвее Бордони сделала появившись в постановке братьев Шубертов Broadway to Paris в Winter Garden Theatre, сменив Анну Хельд. Появилась в спектаклях Miss Information (1915) и в последующих постановках Hitchy-Koo (1917 и 1918 гг.). В 1919 году Бордони появилась в постановке Sleeping Partners с Г. Б. Уорнером в главной роли, сыгравшем Бижу. В 1920 году её голос и «впечатляющая манера держаться» украсили постановку As You Were в The Central Theater.
Также Бордони была упомянута в песне Джорджа Гершвина «Do It Again», которую он представил на одной из бродвейских постановок Французская кукла в театре Lyceum. Название постановки стало кличкой актрисы. Далее она появилась спектаклях Little Miss Bluebeard (1923) и Naughty Cinderella (1925) Эвери Хопвуда, который газете New York Times сказал об актрисе следующее: «Каждый, кто бы говорил о ней, упомянул бы то же самое, что и другие — её голос, акцент и, в особенности, её манящие глаза».
Известную своими соблазняющими карими глазами и кокетливой внешностью, Ирен Бордони вероятно лучше всего помнят по участиям в мюзиклах. В частности в музыкальной постановке Коула Портера Париж, где прозвучала песня «Let's Do It (Let's Fall In Love)», принёсшая Портеру первый огромный успех. Также Бордони многократно исполняла по радио ещё одну песню Портера «Let's Misbehave», записанную в вместе с Андерсон, Ирвинг. В дальнейшем песня звучала в таких фильмах как, Всё, что вы всегда хотели знать о сексе, но боялись спросить (1972), Гроши с небес (1981) и  Пули над Бродвеем (1994). Позже Портер упомянул имя актрисы в своей следующей песне You're the Top (в строчке «you’re the eyes of Irène Bordoni»), прозвучавшей в мюзикле Anything Goes (1934).
На протяжении всей своей бродвейской карьеры, Бордони была известна тем, что предпочитала носить стильную одежду, в частности от модельера Эрте. Появилась в рекламе сигарет Lucky Strike, которая поспособствовала росту женского курения в 1920-х годах.
Она носила свою особенную чёлку, которая сделала её более узнаваемой и популярной. Её стиль успешно копировали не только поклонники, но и восходящая звезда Бродвея 1920-х годов Клодетт Кольбер. Она была первым торговым представителем В. Д. Хаттона, когда тот открыл свой офис на West 57th Street.
В течение 1930-х годов Ирен появлялась на многих музыкальных мероприятиях, в частности на The RKO Hour. А появление Бордони в постановке Ирвинга Берлина It’s a Lovely Day Tomorrow, проходившей в лондонском театре «Уэст-Энд» в 1939 году привело в восторг зрителей по обе стороны Атлантики.

## Фильмография
См. «Irène Bordoni filmography» в английском разделе.

## В Голливуде
Свой дебют в Голливуде Бордони совершила, снявшись в фильме производства Warner Brothers Show of Shows (1928). В 1929 году постановка с её участием Париж была адаптирована для  одноимённого звукового кино, где она снялась в главной роли. При создании этого фильма использовалась система Vitaphone с применением техниколора. В том же году Бордони исполнила песню «Just an Hour of Love» (написанную Элом Брайаном и Эдом Уордом) для фильма Warner Brothers The Show of Shows, срежиссированного Дэррилом Ф. Зануком.
Благодаря своему статусу звезды на американской сцене, Бордони удостоилась быть упомянутой в песне Колула Портера «You're The Top», где были следующие строчки «You’re the eyes of Irene Bordoni». На протяжении 1930-х годов она продолжала выступать и сниматься в комедийных музыкальных  фильмах Warner Brothers. В 1940 году Ирен снова имела огромный успех, появившись в очередном мюзикле Ирвинга Берлина Луизианская покупка и снялась в его одноимённой экранизации Paramount Pictures Луизианская покупка (1941) вместе с Бобом Хоупом. Позже успех к ней снова пришёл в 1951 году благодаря роли «Кровавой Мэри» в мюзикле Юг Тихого океана.

## Личная жизнь
Была замужем за актёром Эдагором Бергманом, с которым потом развелась в 1917 году. 24 октября 1918 года она снова вышла замуж за бродвейского продюсера и публициста Е. Рэя Гоетца, который был продюсером её многих бродвейских шоу (также его сестра Дороти Гоетц была первой женой Ирвинга Берлина). В 1929 году они развелись.
На пике своей международной популярности она владела домами в Нью-Йорке, в Париже и в Монте-Карло. Также в 1920-х годах она инвестировала недвижимость на Палм-Бич, во Флориде, когда там начался земельный бум. Позже вышла замуж за театрального агента и продюсера Эвери Галена Боуга (1896—1951).
Скончалась 19 марта 1953 года в больнице «Jewish Memorial Hospital» в Манхэттене, в Нью-Йорке. Похоронена на кладбище «Фернклифф», в Хартсдейле.

## Песни, ассоциируемые с Бордони
Бордони была первым исполнителем и переводчиком следующих песен:
- Do It Again[англ.]
- I Won’t Say I Will but I Won’t Say I Won’t
- So This Is Love
- Do I Love You?
- Let’s Misbehave"[27]
- Where is the Song of Songs for Me?[28]
- Don’t Look at Me that Way[29]
- Quelque-Chose
- Let’s Do It: Let’s Fall in Love[30]
- You Can’t Believe My Eyes[31]
- Just an Hour of Love[32]